# 고드프리 브라운

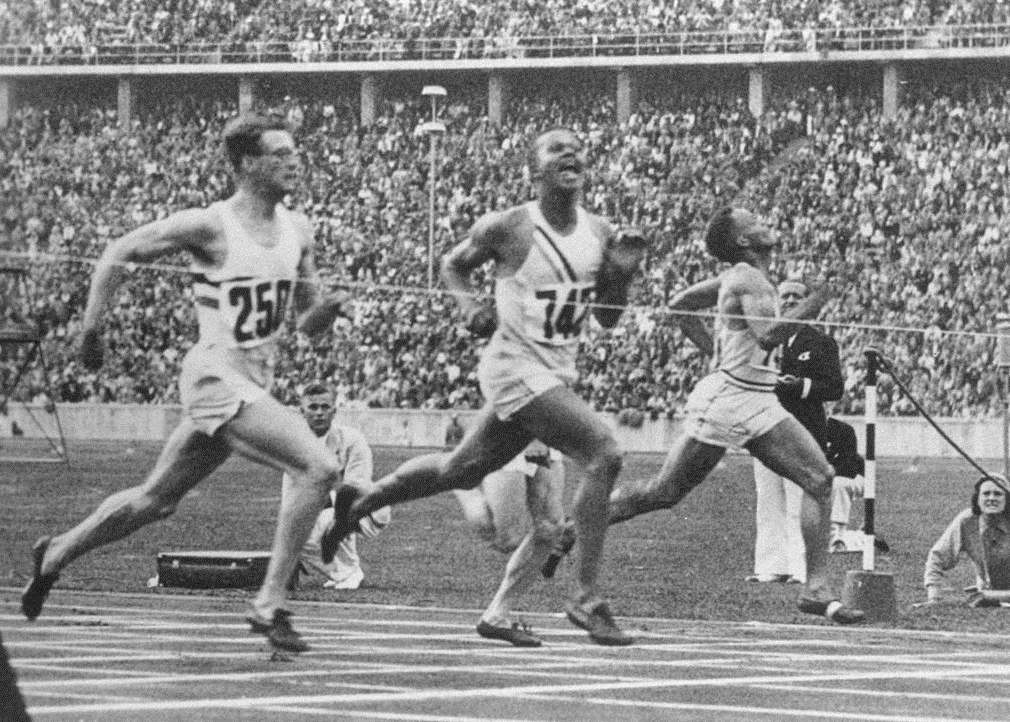
브라운(왼쪽)과 아치 윌리엄스, 제임스 루발레

고드프리 브라운(Godfrey Brown, 본명: 아서 고드프리 킬너 브라운, Arthur Godfrey Kilner Brown, 1915년 2월 21일 – 1995년 2월 4일)은 영국의 육상 경기 선수로, 1936년 하계 올림픽 400m 계주에서 금메달을 땄다. 이후 1950년부터 1978년 은퇴할 때까지 왕립 문법 학교 우스터(Worcester)의 교장이 되었다.